# East Otto (Nueva York)
East Otto es un pueblo ubicado en el condado de Cattaraugus en el estado estadounidense de Nueva York. En el año 2000 tenía una población de 1.105 habitantes y una densidad poblacional de 10.4 personas por km².

## Geografía
East Otto se encuentra ubicado en las coordenadas 42°23′19″N 78°44′28″O / 42.38861, -78.74111.

## Demografía
Según la Oficina del Censo en 2000 los ingresos medios por hogar en la localidad eran de $36,250, y los ingresos medios por familia eran $42,917. Los hombres tenían unos ingresos medios de $31,917 frente a los $20,795 para las mujeres. La renta per cápita para la localidad era de $15,607. Alrededor del 12.2% de la población estaban por debajo del umbral de pobreza.